# Buffalo Bill (film)
Buffalo Bill is een Amerikaanse western uit 1944 onder regie van William A. Wellman.

## Verhaal
Buffalo Bill redt senator Frederici en zijn dochter Louisa. Louisa wordt vervolgens zijn vrouw. Wanneer de jachtvelden van de Cheyenne worden onteigend voor de aanleg van een spoorweg, neem Buffalo Bill het op voor de indianen.

## Rolverdeling
| Acteur          | Personage                   |
| --------------- | --------------------------- |
| Joel McCrea     | Buffalo Bill                |
| Maureen O'Hara  | Louisa Frederici            |
| Linda Darnell   | Dawn Starlight              |
| Thomas Mitchell | Ned Buntline                |
| Edgar Buchanan  | Chips McGraw                |
| Anthony Quinn   | Chief Yellow Hand           |
| Moroni Olsen    | Senator Frederici           |
| Frank Fenton    | Murdo Carvell               |
| Matt Briggs     | Generaal Blazier            |
| George Lessey   | Mijnheer Schyler Vandervere |
| Frank Orth      | Sherman                     |